# گیراوتوویچکی
گیراوتوویچکی (به لاتین: Gierałtowiczki) یک روستا در لهستان است که در گمینا ویپژ واقع شده‌است. گیراوتوویچکی ۴۶۰ نفر جمعیت دارد.